# Marcin Makara
Marcin Makara (ur. 22 maja 1974 w Gdyni) – polski reżyser filmowy, aktor, scenarzysta i publicysta filmowy związany z Trójmiastem. Absolwent kierunku „Wiedza o filmie i kulturze audiowizualnej" na Wydziale Filologicznym Uniwersytetu Gdańskiego (2022). Twórca nagradzanych filmów krótkometrażowych, w tym Inkluzji (2021) oraz ...Until After... (2023). Łączy pracę artystyczną z działalnością edukacyjną i publicystyczną.

## Życiorys
W 2022 roku ukończył studia z wiedzy o filmie i kulturze audiowizualnej na Uniwersytecie Gdańskim. Jego żoną jest Ewa Tomaszewicz-Makara, która wystąpiła w jego filmie Inkluzja.

## Twórczość filmowa
Działalność artystyczną rozpoczął jako aktor w produkcjach krótkometrażowych. W 2020 roku zagrał postać Klausa w komediodramacie Endgame w reżyserii Michała Wasilewskiego. Film został zaprezentowany na międzynarodowych festiwalach, m.in. Venezia Shorts we Włoszech w 2021 roku. W 2024 roku ponownie współpracował z tym reżyserem przy filmie The Border Game, w którym zagrał męża kobiety w ciąży. Film ten pokazano na Festiwalu Polskich Filmów Fabularnych w Gdyni.
W 2016 roku zagrał główną rolę w etiudzie "Książę i Żebrak" w reżyserii Janka Kortasa. 
Zagrał również w filmie Stempel (2024) w reżyserii Michała Susa, który zdobył pierwszą nagrodę w konkursie Independeast. W 2025 roku zagrał rolę pana młodego w krótkometrażowym filmie fantasy Noon, wyreżyserowanym przez Oliwię Gojzewską i Natana Przytarskiego.

## Kariera reżyserska
Jako reżyser zadebiutował filmami jednominutowymi. W 2018 roku jego film Wędrówka duszy zdobył nagrodę na festiwalu filmów jednominutowych „Refleks;ja", organizowanym przez Uniwersytet Gdański.
Największy rozgłos przyniosła mu Inkluzja (2021), krótkometrażowy film fabularny, który wyreżyserował i do którego współtworzył scenariusz, a także, w którym zagrał główną rolę. Film, opisany jako „przewrotna opowieść o przyjaźni pokoleniowej", był prezentowany na różnych festiwalach filmowych m.in. Barcelona Indie Awards. Muzykę do filmu skomponował Mikołaj Trzaska.
W 2024 roku jego niemy film ...Until After... (2023) zdobył nagrodę dla najlepszego niemego filmu krótkometrażowego (Best Silent Short Film) na międzynarodowym festiwalu Seashell International Film Festival we Włoszech.
Jego twórczość obejmuje także filmy eksperymentalne, takie jak Do wolności (2021), poruszający temat sytuacji uchodźców.

## Projekty medialne
Oprócz pracy filmowej Marcin Makara działał jako publicysta i krytyk filmowy. W latach 2018–2019 publikował recenzje i artykuły na portalu MF Cinerama, gdzie opisywał m.in. filmy takie jak: Jak pies z kotem – Kawałek życia czy Ułaskawienie.
W 2021 r. był redaktorem naczelnym serwisu MF Cinerama razem z Łukaszem Byczkowskim. W tym okresie publikował teksty, organizował wywiady, a także zrealizował kilka materiałów filmowych m.in. materiał zza kulis filmu Endgame (2020) reż. Michała Wasilewskiego, zrealizował relację z festiwalu filmowego Octopus Film Festival 2020, zrealizował relację z ogólnopolskiego festiwalu filmowego OnArt Film Festival 2020.
Marcin Makara przeprowadził liczne wywiady z postaciami polskiej kinematografii, m.in. z:
- Michałem Wasilewskim (reżyserem Endgame) (czerwiec 2021)[24]
- Mikołajem Trzaską (kompozytorem muzyki filmowej) (czerwiec 2021)[25]
- Dorotą Lamparską (grudzień 2021)[26]
- Ewą Ewart (grudzień 2021)[27]
- Krzysztofem Zanussim (2022)[28]
- Jackiem Hugo-Baderem (luty 2024)[29]

## Działalność edukacyjna
Marcin Makara angażuje się również w działalność edukacyjną i kulturalną na Uniwersytecie Gdańskim. W 2021 roku poprowadził wykład na Uniwersytecie Gdańskim na konferencji naukowej pt. „Kół naukowych sposoby na media i bezpieczeństwo, czyli jak radzić sobie w trudnych czasach". Został tam zaprezentowany również jego film Do wolności, a on sam opowiadał o problematyce imigracji i potrzebie pomocy osobom migrującym. Pomagał też przy tworzeniu filmu o filologii germańskiej nakręconego na Wydziale Filologicznym UG pod kierunkiem dr Eweliny Damps.
Ponadto był wykładowcą i mentorem na warsztatach filmowych oraz występował jako prelegent na wydarzeniach branżowych np. w cyklu „Cinerama Fest – Festiwal Filmów Nowomedialnych" organizowanym przez WFOiKA.
W 2022 roku Marcin Makara zaangażował się w projekty edukacyjno-kulturalne związane z teatrem dokumentalnym. W ramach 13. festiwalu Non-Fiction „Between" w Sopocie nagrywał czytania spektaklu opartego na współczesnej literaturze ukraińskiej.

## Działalność muzyczna
Marcin Makara jest pasjonatem muzyki i aktywnie uczestniczył w wielu projektach muzycznych, łącząc swoje zainteresowania audiowizualne z tworzeniem dźwięku. Współpracował ze studiem 13YQ Filmowa & Muzyczna. Ponadto brał udział w projektach teledysków, między innymi do utworu „Censored" zespołu Homen, gdzie wcielił się w rolę dyrektora.

## Styl i charakterystyka twórczości
W filmie Inkluzja (2021), określanej przez prasę jako „przewrotna opowieść o przyjaźni pokoleniowej", reżyser bada temat międzyludzkiej intymności, samotności oraz społecznych barier. Struktura narracyjna odwołuje się do Antonioniego, gdzie cisza i przestrzeń nabierają znaczenia, a surowy montaż i kontemplacyjne kadry zdradzają inspirację Tarkowskim. Makara wplata też elementy postmodernizmu – balans między absurdem a melancholią bliski Jarmuschowi, a subtelny, ironiczny humor przypomina stylistykę Woody'ego Allena.
W filmie Do wolności (2021) wykorzystuje oszczędną i eksperymentalną wizualną strukturę, operując symbolicznymi kadrami, by poruszyć dramat uchodźców.

## Nagrody i wyróżnienia filmowe

### Za filmInkluzja(2021)
- Berkeley Springs Film Festival (USA, 2022) – Nagroda dla najlepszego krótkometrażowego filmu fabularnego (Best Short Narrative Film)[39]
- V i Z Film Fest – Nagroda dla najlepszego dramatu krótkometrażowego
- Lily Indie Film Fest – Nagroda dla najlepszego aktora (Marcin Makara) i najlepszej aktorki (Jagoda Janowska) w filmie krótkometrażowym
- Andromeda Film Festival – Specjalna nagroda Jury oraz nagrody aktorskie dla Marcina Makara i Jagody Janowskiej
- Bratislava International Film Festival – Wyróżnienie w kategorii najlepszy film krótkometrażowy
- Barcelona Indie Awards (Hiszpania, 2022) – Oficjalna selekcja[40]
- Dubai Indie Film Festival – nagroda za najlepszy montaż w filmie krótkometrażowym

### Za film...Until After...(2023)
- Seashell International Film Festival (Włochy, 2024) – Nagroda dla najlepszego niemego filmu krótkometrażowego (Best Silent Short Film)[41]
- Sipontum Arthouse International Film Festival (Włochy, 2024) – Nagroda[42]
- Hermetic Film Festival (2024) – Nagroda[43]

### Za filmWędrówka duszy(2018)
- Festiwal Filmów Jednominutowych „Refleks;ja" (Polska, 2018) – Nagroda w kategorii „film jednominutowy"[44]